# Svart eko
Svart eko (originaltitel: The Black Echo) är en kriminalroman från 1992 av Michael Connelly, hans debutroman. Den utkom den 21 januari 1992 på engelska och på svenska 1999. Svart eko är den första boken i serien om polisen Harry Bosch.

## Handling
Romanen handlar om Harry Bosch, en veteran från Vietnamkriget, där Bosch fungerade som en "tunnelråtta", en specialiserad soldat vars uppgift det var att gå in i labyrinten av tunnlar som användes som baracker, sjukhus  och vid vissa tillfällen bårhus av Vietcong och nordvietnamesiska armén.  Efter kriget blev Bosch en L. A. polisdetektiv som avancerade till rån/mordavdelningen där han samarbetar med Jerry Edgar.  
Billy Meadows död, en tidigare vän och en "tunnelråtta" från kriget, lockar Boschs intresse, särskilt när han inser att Meadows död skulle kunna kopplas till ett spektakulärt bankrån där rånarna använde service och avlopsstunnlarna under Los Angeles stad.  Bosch misstänker att rånarna var ute efter mer än pengar och han samarbetar sedan med FBI, i synnerhet med agenten Eleanor Wish, i ett försök att avvärja nästa attack.
Säsong 3 i Amazon-serien, Bosch, är löst anpassad från denna roman. Efter att Harry fångat en misstänkt berättar detektiv Bosch honom "Jag ska se till att du lever resten av ditt liv i det svarta ekot."[källa behövs]